# Regi (DJ)
Regi, właściwie Reginald Paul Stefan Penxten (ur. 4 marca 1976 w Hasselt) – belgijski didżej i producent muzyczny.

## Życiorys

### Kariera muzyczna

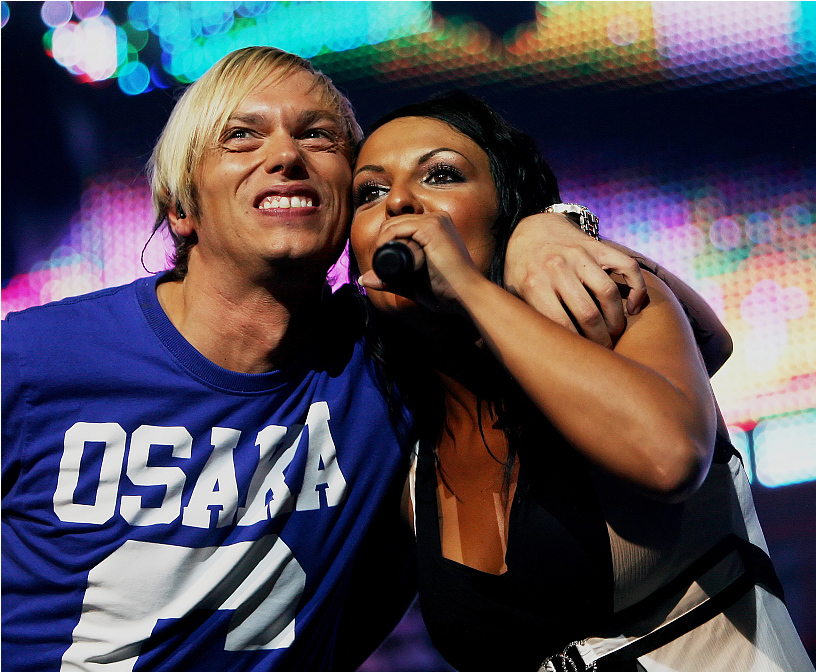
Wraz z zespołem Milk Inc. w 2008 roku

Pierwszym napisanym przez Regiego utworem był singel „Turn the Tide” z 2000 roku. Pod koniec 2007 roku wydał swój pierwszy solowy album Registrated, za który otrzymał złotą płytę w Belgii.
Wraz z zespołem Milk Inc. stworzył 27 utworów notowanych na listach Ultratop; 30 z nich znalazło się w pierwszej dziesiątce, 4 single osiągnęły szczyt listy.
Jako producent i współautor piosenek Sylver wyprodukował 22 kolejne przeboje notowane na listach przebojów Ultratop, w tym 10. w pierwszej dziesiątce i jednego z pierwszą pozycją. Do 2010 sprzedali ponad 1,5 miliona płyt kompaktowych (CD).

## Dyskografia

### Albumy studyjne
| Rok  | Dane dot. albumu                                                                                                   | Najwyższa pozycja na liście | Najwyższa pozycja na liście | Certyfikat         | Sprzedaż       |
| Rok  | Dane dot. albumu                                                                                                   | BEL (Fla)                   | BEL (Wal)                   | Certyfikat         | Sprzedaż       |
| ---- | --- | --------------------------- | --------------------------- | ------------------ | -------------- |
| 2005 | The Best Of - Wydany: 25 listopada 2005 - Wytwórnia: CNR Music, Mostiko                                            | 8                           | –                           |                    |                |
| 2007 | Registrated - Wydany: 2 listopada 2007 - Wytwórnia: CNR Music, Mostiko - Format: Digital download, streaming, CD   | 2                           | –                           | - BEL: złota płyta | - BEL: 10 000+ |
| 2010 | Registrated 2 - Wydany: 13 sierpnia 2010 - Wytwórnia: CNR Music, Mostiko - Format: Digital download, streaming, CD | 1                           | –                           | - BEL: złota płyta | - BEL: 10 000+ |
| 2015 | Voices - Wydany: 30 października 2015 - Wytwórnia: CNR Music, Mostiko - Format: Digital download, streaming, CD    | 1                           | 67                          |                    |                |
| 2020 | Vergeet de tijd - Wydany: 15 maja 2020 - Wytwórnia: CNR Music, Mostiko - Format: Digital download, streaming, CD   | 3                           | –                           | - BEL: złota płyta | - BEL: 10 000+ |

### Albumy koncertowe
| Rok  | Tytuł           |
| ---- | --------------- |
| 2008 | Live in Antwerp |
| 2009 | Live in Hasselt |

### Mixtape'y
- 2005: Regi in the Mix 1
- 2006: Regi in the Mix 2
- 2006: Regi in the Mix 3
- 2007: Regi in the Mix 4
- 2007: Registrated: The Jump Remixes
- 2008: Regi in the Mix 5
- 2008: Regi in the Mix 6
- 2009: Regi in the Mix 7
- 2009: Regi in the Mix 8
- 2010: Regi in the Mix 9
- 2011: Regi in the Mix 10
- 2011: Regi in the Mix 11
- 2012: Regi in the Mix 12
- 2012: Regi in the Mix 13
- 2013: Regi in the Mix 14
- 2014: Regi in the Mix 15
- 2014: Regi in the Mix Ultimate

### Single

#### Jako główny artysta
| Rok                                                       | Tytuł                                                                  | Najwyższe pozycje na listach | Najwyższe pozycje na listach | Najwyższe pozycje na listach | Najwyższe pozycje na listach | Album           |
| Rok                                                       | Tytuł                                                                  | NLD (Top 100)                | NLD (Top 40)                 | BEL (Fla)                    | BEL (Wal)                    | Album           |
| --------------------------------------------------------- | ---------------------------------------------------------------------- | ---------------------------- | ---------------------------- | ---------------------------- | ---------------------------- | --------------- |
| 2005                                                      | „No Music”                                                             | –                            | –                            | 6                            | –                            | Registrated     |
| 2007                                                      | „I Fail” (oraz Scala)                                                  | 37                           | –                            | 5                            | –                            | Registrated     |
| 2007                                                      | „AAA Anthem” (oraz BP)                                                 | –                            | –                            | 4                            | –                            | Registrated     |
| 2008                                                      | „Punish” (oraz Koen Buyse)                                             | –                            | –                            | 9                            | –                            | Registrated     |
| 2008                                                      | „Night And Day” (oraz Tom Helsen)                                      | –                            | –                            | 4                            | –                            | Registrated     |
| 2009                                                      | „Loaded Gun” (oraz Tyler)                                              | –                            | –                            | 11                           | –                            | Registrated 2   |
| 2010                                                      | „Hang On” (oraz Stan Van Samang)                                       | –                            | –                            | 10                           | –                            | Registrated 2   |
| 2010                                                      | „Take It Off” (oraz Kaya Jones)                                        | 23                           | –                            | 13                           | –                            | Registrated 2   |
| 2010                                                      | „Runaway” (oraz Tyler)                                                 | –                            | –                            | –                            | –                            | Registrated 2   |
| 2011                                                      | „We Be Hot” (oraz Turbo B, gościnnie: Ameerah)                         | –                            | –                            | 9                            | –                            | Registrated 2   |
| 2012                                                      | „Momentum” (oraz Dimitri Vegas i Like Mike)                            | –                            | –                            | 7                            | –                            | ―               |
| 2012                                                      | „Our Love” (oraz Stereo Palma, gościnnie: Craig David)                 | –                            | –                            | 17                           | –                            | ―               |
| 2014                                                      | „Reckless” (gościnnie: Moya)                                           | –                            | –                            | 3                            | –                            | Voices          |
| 2014                                                      | „Invincible” (gościnnie: Moya)                                         | –                            | –                            | 14                           | –                            | ―               |
| 2014                                                      | „Wait Till Tomorrow” (oraz Yves V, gościnnie: Mitch Crown)             | –                            | –                            | 2                            | –                            | Voices          |
| 2015                                                      | „When It Comes To Love” (oraz Lester Williams, gościnnie: Patti Russo) | –                            | –                            | 5                            | –                            | Voices          |
| 2015                                                      | „The Party Is Over” (oraz Sem Thomasson, gościnnie: LX)                | –                            | –                            | 8                            | –                            | Voices          |
| 2015                                                      | „Elegantly Wasted” (oraz Scala)                                        | –                            | –                            | 14                           | –                            | Voices          |
| 2016                                                      | „Should Have Been There”                                               | –                            | –                            | 34                           | –                            | Voices          |
| 2017                                                      | „Where Did You Go (Summer Love)”                                       | –                            | –                            | 1                            | –                            | Vergeet De Tijd |
| 2017                                                      | „You Have A Heart” (oraz Olivia Trappeniers)                           | –                            | –                            | 3                            | –                            | ―               |
| 2018                                                      | „Ellie” (gościnnie: Jake Reese)                                        | –                            | –                            | 1                            | –                            | Vergeet De Tijd |
| 2018                                                      | „Ordinary” (oraz Milo Meskens)                                         | –                            | –                            | 4                            | –                            | Vergeet De Tijd |
| 2019                                                      | „Summer Life” (oraz Jake Reese i Olivia Trappeniers)                   | –                            | –                            | 5                            | –                            | Vergeet De Tijd |
| 2019                                                      | „Rebel” (oraz Jebroer)                                                 | –                            | –                            | –                            | –                            | Vergeet De Tijd |
| 2020                                                      | „Kom wat dichterbij” (oraz Jake Reese i Olivia Trappeniers)            | –                            | –                            | 1                            | –                            | Vergeet De Tijd |
| 2020                                                      | „Zo ver weg” (oraz Jake Reese i Olivia Trappeniers)                    | –                            | –                            | 26                           | –                            | Vergeet De Tijd |
| 2020                                                      | „They Don’t Know” (gościnnie: Olivia Trappeniers)                      | –                            | –                            | –                            | –                            | Vergeet De Tijd |
| 2020                                                      | „It’s Gonna Be Alright” (oraz Lester Williams)                         | –                            | –                            | –                            | –                            | Vergeet De Tijd |
| 2020                                                      | „I Won’t Tell” (oraz Mattn)                                            | –                            | –                            | –                            | –                            | Vergeet De Tijd |
| 2020                                                      | „Vergeet de tijd” (oraz Camille)                                       | –                            | –                            | 4                            | –                            | Vergeet De Tijd |
| 2020                                                      | „Vechter” (oraz Camille)                                               | –                            | –                            | 7                            | –                            | ―               |
| 2021                                                      | „Alles is op” (oraz Samson)                                            | –                            | –                            | –                            | –                            | ―               |
| 2021                                                      | „De wereld draait voor jou” (oraz Niels Destadsbader)                  | –                            | –                            | –                            | –                            | ―               |
| „–” oznacza, że singiel nie był notowany na danej liście. |                                                                        |                              |                              |                              |                              |                 |

#### Jako artysta gościnny
| Rok  | Tytuł                                    | Najwyższe pozycje na listach | Album |
| Rok  | Tytuł                                    | BEL (Fla)                    | Album |
| ---- | ---------------------------------------- | ---------------------------- | ----- |
| 2004 | „Lonely” (Trancelucent, gościnnie: Regi) | 3                            | ―     |